# Drućkowszczyzna
Drućkowszczyzna (biał. Друцкаўшчына, Druckauszczyna; ros. Друцковщина, Druckowszczina) – agromiasteczko na Białorusi, w obwodzie mińskim, w rejonie nieświeskim, w sielsowiecie Snów.

## Historia
W XIX i w początkach XX w. położona była w Rosji, w guberni mińskiej, w powiecie nowogródzkim. Folwark należał do Ślizieniów.
W dwudziestoleciu międzywojennym wieś i folwark (majątek ziemski) leżące w Polsce, w województwie nowogródzkim, w powiecie nieświeskim, w gminie Snów. W 1921 wieś liczyła 303 mieszkańców, zamieszkałych w 48 budynkach, w tym 275 Białorusinów, 54 Polaków i 4 osoby innej narodowości. 262 mieszkańców było wyznania prawosławnego i 41 rzymskokatolickiego. Folwark liczył zaś 28 mieszkańców, zamieszkałych w 3 budynkach, w tym 23 Polaków i 5 Białorusinów. 23 mieszkańców było wyznania rzymskokatolickiego i 5 prawosławnego.
Po II wojnie światowej w granicach Związku Sowieckiego. Od 1991 w niepodległej Białorusi.

## Ludzie związani z miejscowością
- Otton Jan Ślizień(inne języki) – filareta i pamiętnikarz; właściciel majątku Drućkowszczyzna
- Otton Ślizień – muzealnik; ostatni właściciel majątku Drućkowszczyzna

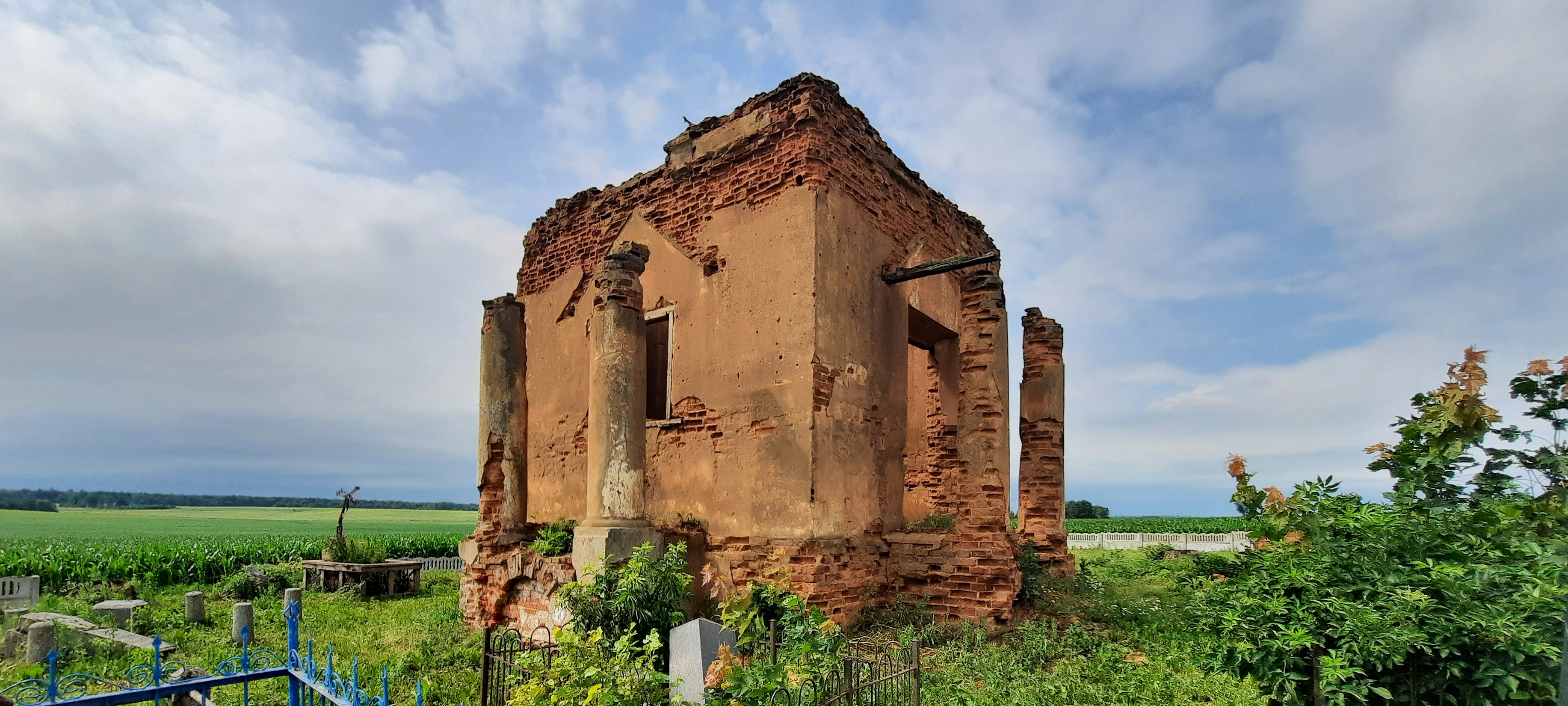
kaplica grobowa Ślizieniów
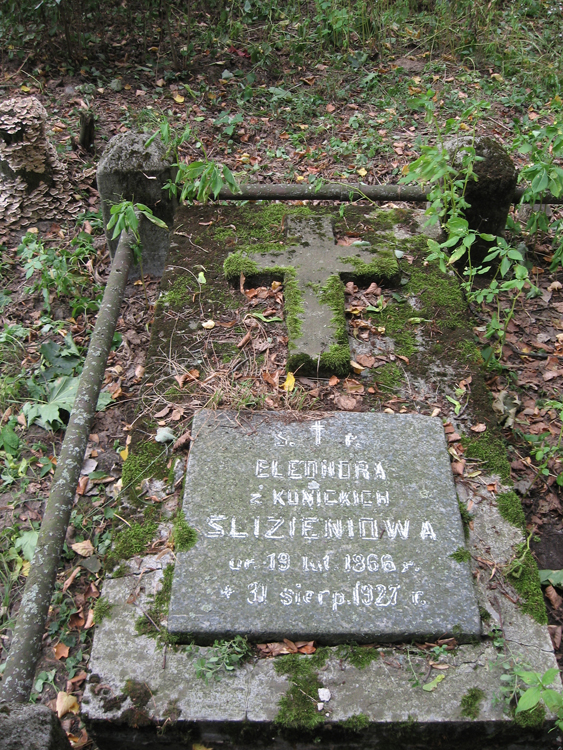
cmentarz w Drućkowszczyźnie
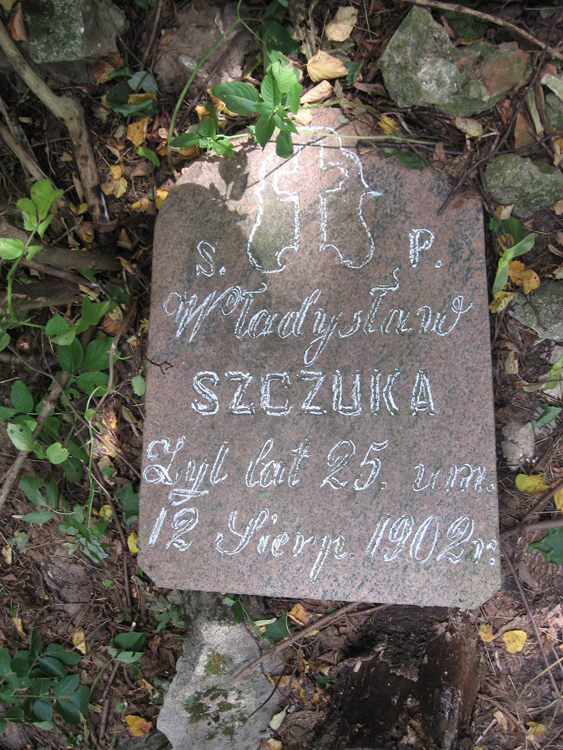
cmentarz w Drućkowszczyźnie
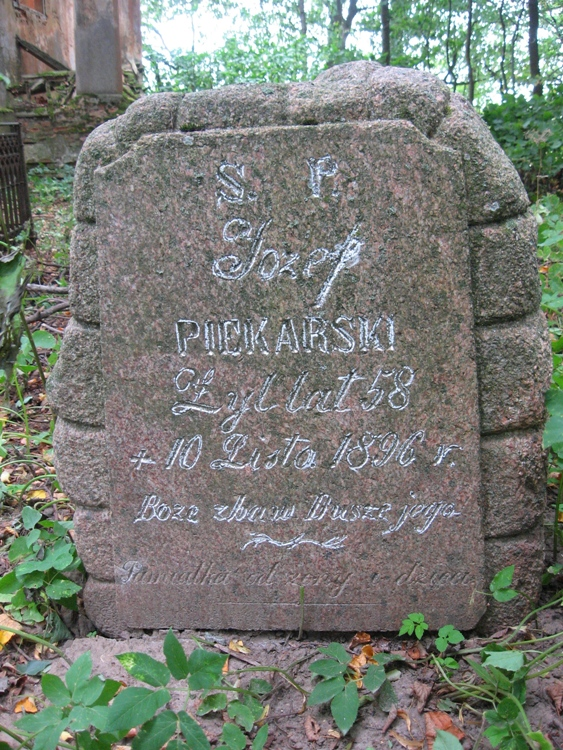
cmentarz w Drućkowszczyźnie